# Thomaïs de Lesbos
Thomaïs (θωμαΐς) de Lesbos (909/13-947/51) est une sainte de l'Église Byzantine. Elle est née à Lesbos vers 909 ou 913 selon les sources et meurt à Constantinople, où elle passe la plus grande partie de sa vie, entre 947 et 951.
Son histoire se retrouve principalement dans deux récits hagiographiques anonymes. L’un d’entre eux remonte probablement au Xe siècle, mais nous est parvenu sous la forme d’une copie du XIVe siècle, alors que la période de rédaction du second est indéterminée.
Ces récits hagiographiques laissent à penser qu'il s'agit d'une femme de la classe moyenne, puisqu'elle semble pouvoir se déplacer librement dans la métropole constantinopolitaine, ce qui n'est pas le cas pour les femmes des classes supérieures, qui sortent peu.
Mariée tardivement selon l'une de ses vitae (aux alentours de 24 ans, alors qu'habituellement les jeunes byzantines se marient entre 12 et 14 ans), elle pourrait avoir gardé sa virginité malgré son mariage (elle n'a pas eu d'enfants), ce qui, combiné à ses noces tardives, semble témoigner d'une foi intense et de son désir de consacrer sa vie à Dieu.
Malgré une vie qui ne suit pas le tracé habituel des saintes byzantines - elle n'a en effet jamais adopté l'habit monastique ni pratiqué une vie d'extrême ascèse - Thomaïs de Lesbos fut reconnue comme sainte sur la base de la prémonition de sa propre mort et des miracles qu'elle a opérés avant et après sa mort, notamment par des exorcismes et par la guérison de prostituées. On y peut y ajouter son mode de vie extrêmement vertueux et les mauvais traitements qu’elle subit aux mains de son mari, qui font d’elle une martyr.
Thomaïs ne semble pas avoir fait l'objet d'un culte répandu ; elle est absente du Synaxaire de Constantinople et l'on ne dispose d'aucune iconographie la concernant.

## Lavitaanonyme

### Origines
Les parents de Thomaïs, Michel et Kale, sont décrits en détails par le premier des deux récits. L’auteur les a jugés suffisamment importants pour leur accorder le quart du texte environ. La sainte est appelée « le fruit plus noble encore d’une racine noble » (trad. libre de l'anglais) .
L’auteur de la vita plus ancienne décrit Michel (Μιχαήλ), le père, comme un homme disposant de « toutes les vertus dignes d’être nommées et louées » (trad. libre de l'anglais) et d’une grande sagesse et intelligence tout en restant humble et pieux, fréquentant l’Église et lisant fréquemment les Saintes Écritures. Son train de vie « plaît à Dieu » (trad. libre de l'anglais). La mère, Kale (καλός, « Bien »), partage les qualités de son mari. Elle est « belle par son caractère et plus encore par son âme » (trad. libre de l'anglais) en plus d’être intelligente et d’une conduite exemplaire.
Ensemble, le couple, résident de l’île de Lesbos, forme « une équipe trois fois heureuse et bénie » (trad. libre de l'anglais) mais est incapable d’enfanter et tente de remédier à ce problème par la prière et la dévotion. L’auteur décrit avec précision leurs troubles : « [La stérilité] les agitait fortement, les perturbait profondément, et déchirait leur âmes » (trad. libre de l'anglais). À la suite de longues supplications, Kale reçoit en rêve la visite de la Vierge Marie, qui lui annonce qu’elle donnera naissance à une fille qui « chassera sa consternation » (trad. libre de l'anglais) . Cette vision annonce la naissance de Thomaïs.

### Jeunesse et mariage
L’hagiographie donne peu de détail sur la vie de Thomaïs jusqu’à ses vingt-quatre ans. Peu après sa naissance, sa famille émigre dans la région du Bosphore. Un éloge plus tardif, rédigé par Constantin Acropolite au XIIIe siècle, situe leur résidence dans la ville de Chalcédoine. L’éducation de Thomaïs lui apprend la dévotion et les vertus de ses parents, et l’on dit d’elle que sa beauté extérieure en vient à refléter sa beauté intérieure. Elle devient un modèle de vie, à l’image de ses parents, qui l’élèvent avec « discipline, compréhension et de fréquentes réprimandes » (trad. libre de l'anglais).

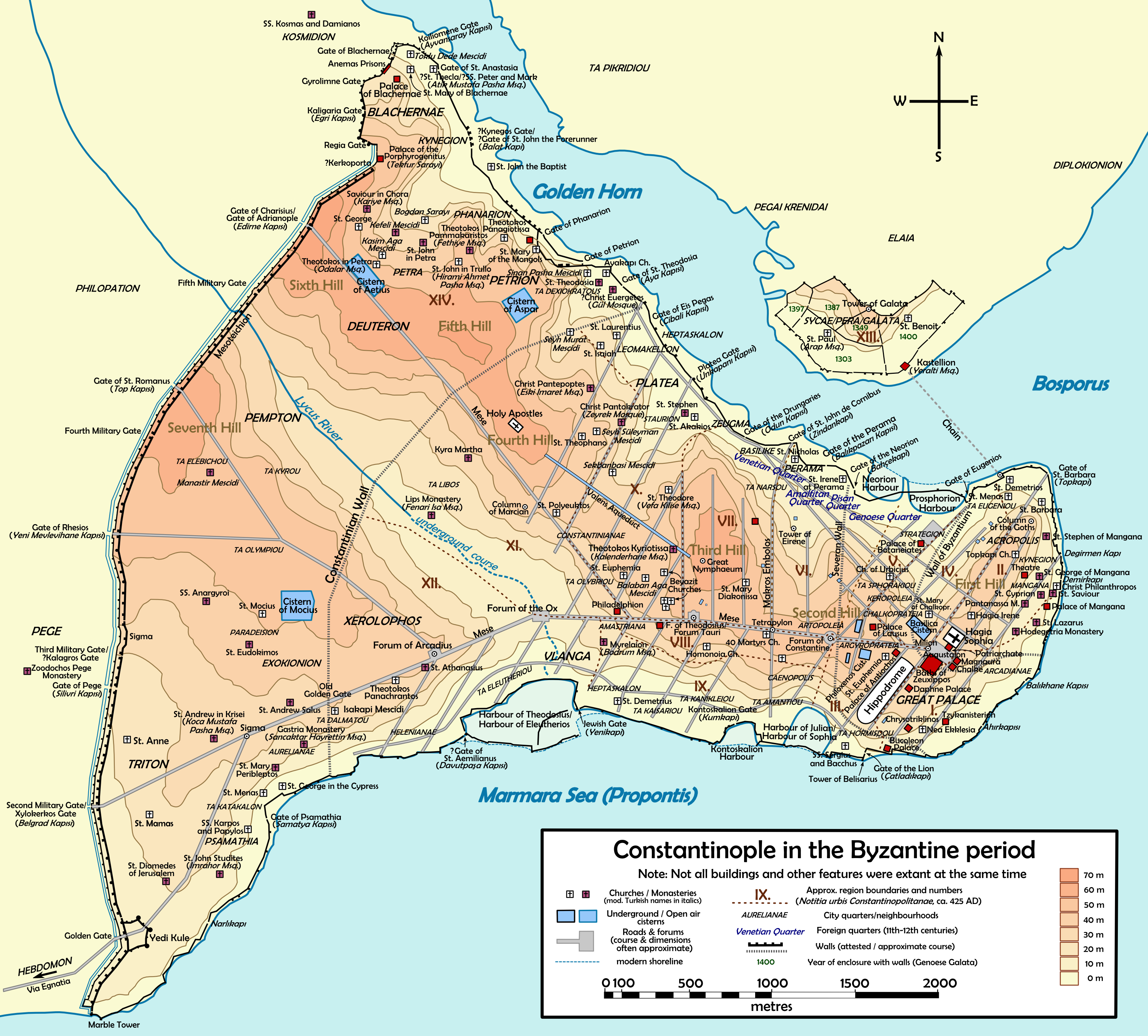
La ville de Constantinople

À vingt-quatre ans, Thomaïs est forcée par ses parents à prendre un époux. L’auteur insiste sur sa volonté de rester vierge afin de se consacrer à sa foi, mais loue également son respect de l’institution du mariage. Elle est donc mariée à Stéphane (Στέφανος) et part vivre à Constantinople. Jusqu’à la fin de sa vie, elle s’y efforcera de nourrir et d’habiller les pauvres en fabriquant elle-même des vêtements, tout en continuant de se dévouer au culte. Elle le fait avec ardeur, dépassant en vertu ses parents et offrant tout son temps et toute son énergie . Stéphane, « qui ne désire pas le Christ mais aime le monde et s’attache à ses choses » (trad. libre de l'anglais), est toutefois un tyran cruel : il bat régulièrement Thomaïs, se moque d’elle et l’insulte pour la dissuader de ses bonnes œuvres. La sainte fait preuve d’une grande résilience face à ces mauvais traitements et ne cesse pas ses activités. L’auteur n’hésite pas à la qualifier de martyr et son mari de Satan.

### Miracles du vivant de Thomaïs
Thomaïs est l’auteure de nombreux miracles, dont plusieurs posthumes, intégrés à son hagiographie. La chronologie du récit n’étant pas précisée, il est impossible de savoir dans quelle période de sa vie ils se manifestent.

#### Exorcisme d’un homme
Au cours d’une procession hebdomadaire menant de l’église de Blachernai, au nord des murs théodosiens, à celle du quartier de Chalkopratéia, un homme surgit devant Thomaïs et réclame d’elle qu’elle manifeste la grâce divine pour le libèrer du démon qui le harcèle. Elle s’exécute en lui frottant les tempes avec de l’huile, l’exorcisant immédiatement.

#### Guérison d’un malade
Le second consiste en la guérison d’un malade atteint de paralysie et d’une infection à la gorge. Cet homme, un eunuque du monastère d’Ankourios , est visité en rêve par un être qui n’est ni décrit ni nommé. Celui-ci lui conseille de trouver « Thomaïs la bénie » et de s’oindre de l’eau avec laquelle elle se sera lavé les mains. Le moine s’exécute et est immédiatement guéri.

#### Exorcisme d’une femme
Le troisième miracle est très similaire au premier. Alors que Thomaïs priait au Monastère des Hodèges, une femme possédée par un démon se jette à ses pieds et la supplie de la délivrer. Encore une fois, c’est par l’usage d’huile que la sainte s’exécute et exorcise la victime.

#### Guérison de prostituées
Le quatrième et le cinquième miracle sont d’un autre type. Thomaïs recommande à une prostituée souffrant d’une hémorragie de cesser ses activités, lui expliquant que son problème est en fait un signe divin. Après avoir obtenu la promesse de la victime, Thomaïs la soigne. La méthode par laquelle elle le fait n’est pas précisée . Cette histoire diffère notamment des précédentes en ce que c’est Thomaïs qui approche la miraculée et non l’inverse. La guérison suivante est assez similaire, mais s’opère sur une femme qui, ayant entendu parler de la précédente, visite Thomaïs pour être libérée d’un cancer du sein.

### Mort
Les mauvais traitements de Stéphane, attribués à son opposition aux bonnes œuvres de Thomaïs, auront éventuellement raison d’elle. Elle s’éteint le premier janvier, jour auquel elle est fêtée. Le texte lui attribue la prémonition de sa propre mort. Elle aurait dit à son mari : « Frappe ce corps qui bientôt périra et retournera à la terre » lors de l’un de ses épisodes de violence.
Thomaïs avait pour volonté d’être enterrée à l’extérieur de l’église du monastère de Ta Mikra Romaiou (Τα Μικρά Ρωμαίου, « Les Petits Romains »)    jusqu’à ce que se produisent des miracles aux alentours de sa tombe, après quoi son corps pourra être déplacé à l’intérieur. Selon l’auteur, ceux-ci se manifestent avant que quarante jours ne passent.
La localisation du monastère de Ta Mikra Romaiou nous est aujourd'hui inconnue, mais il devait se situer au Sud-Ouest de Constantinople. C'est également là que se retire Kale, la mère de Thomaïs, à la suite de la mort de Michel. Le témoignage d'un pèlerin russe, au quatorzième siècle, y atteste la présence d'une tombe associée au nom de Sainte Thomaïs, mais lui attribue une biographie différente (voir Dans la description anonyme de Constantinople).   

### Miracles posthumes

#### Exorcisme d’un homme
Un homme originaire de Nicomédie, harcelé par un démon, est libéré après avoir prié et passé un peu de temps aux alentours du cercueil de Thomaïs.

#### Exorcisme d’une femme
Une femme pieuse, tourmentée par un démon, est libérée après avoir pleuré sur la tombe de Thomaïs et s’être frappé la tête contre elle.

#### Exorcisme d’Eutychianos
Un homme originaire de Constantinople, Eutychianos, est victime de magiciens et de démons, qui l’affligent de paralysie. Après avoir constaté l’impuissance de ses physiciens, il prie et se lamente sur la tombe de Thomaïs, ce qui mène à sa guérison complète.

#### Guérison d’un épileptique
Après avoir entendu parler des nombreux miracles opérés autour de la tombe de Thomaïs, un homme atteint d’épilepsie s’y rend et se retrouve guéri.

#### Divinations portant sur des objets égarés
Un pêcheur, ayant perdu ses filets dans une violente tempête, visite la tombe de Thomaïs et la supplie de venir à son secours. La sainte lui apparaît et lui indique que ses filets, maintenant emplis d’énormes poissons, se trouvent dans le faubourg de l’Hebdomon.
Dans la même veine, un livre égaré du monastère de Ta Mikra Romaiou est retrouvé dans la tombe de Thomaïs à la suite d’une vision dans laquelle la sainte est apparue aux Sœurs pour le leur annoncer.

#### Guérison d’une femme
Une femme originaire de Constantinople, souffrant de crampes, est guérie après plusieurs jours de prière sur la tombe de Thomaïs. Pour la remercier de ce miracle, elle érige une arche au-dessus de la sépulture. Selon l’auteur, cette arche est toujours présente au moment où il rédige son texte.

#### Guérison d’un amnésique
Un moine du nom de Symeon, ayant prêté un tabouret de prière à l’un de ses amis, Jean, est victime de celui-ci : à l’aide du Diable, il fait oublier au moine le tabouret et à qui il l’a prêté. Thomaïs lui révèle cette information dans un rêve.

#### Exorcisme de Stéphane
Le dernier miracle attribué à Thomaïs ne concerne nul autre que son ancien mari. Celui rencontre un démon puissant que l’auteur décrit comme un châtiment pour ses actions. Tourmenté, il se rend à la tombe de Thomaïs, « pleurant de manière incontrôlable » (trad. libre de l'anglais), pour y prier et est éventuellement exorcisé. Le récit se termine en expliquant que les miracles de Thomaïs sont trop nombreux pour être récités et avec une prière adressée à l’empereur actuel, le nommant seulement « Romanos ».

## Chronologie
La vita anonyme du Xe siècle fut probablement rédigé sous Romain II. Le texte le dit porphyrogénète, « né dans la pourpre », c’est-à-dire qu’il est né au cours du règne de l’empereur précédent . Romain II est le seul empereur de son nom correspondant à ce critère. Son règne s’étendant de 959 à 963 et l’auteur du récit mentionnant que les miracles de Thomaïs perdurent « pendant une période de douze ans [et] jusqu’à ce jour », la sainte pourrait être née dans l’intervalle de 909 à 913 et être morte dans celui de 947 à 951. Le sens du passage n’est toutefois pas certain et cette interprétation ne reste qu’une hypothèse.
Alexander Kazhdan a suggéré que le texte fait référence à Romain IV Diogène, qui régna de 1068 à 1071 mais n’est pas porphyrogénète, en s’appuyant sur l’absence de Thomaïs du Synaxaire de Constantinople, rédigé à la fin du Xe siècle, donc bien après la mort de la sainte dans l’hypothèse précédente. 
Un détail de la vita anonyme suggère un amendement postérieur à sa rédaction originale : Thomaïs, une fois mariée, s’adonne à des jeux enfantins. Elle est alors censée avoir vingt-quatre ans, un âge d’ailleurs tardif pour le mariage à l’époque.

## Dans le reste de l’hagiographie

### Selon Constantin Acropolite
Constantin Acropolite a rédigé un éloge à Thomaïs, mais reprend les évènements du récit anonyme présenté plus haut, en y enlevant et ajoutant quelques détails tels que la mention du lieu d’émigration des parents de la sainte (voir Jeunesse et mariage).

### Dans Vie et conduite et récit partiel de miracles de la sainte et glorieuse thaumaturge Thomaïs
Ce texte, lui aussi anonyme, se retrouve dans un manuscrit du XIVe siècle, l’Atheniensis. Il correspond plutôt à un éloge qu’à une biographie, mais présente quelques variations par rapport à la vita présentée plus haut. Dans cette version, Thomaïs est une enfant solitaire qui évite ses camarades, s’attirant ainsi la colère de ses parents et l’imposition du mariage. Le tout prend une allure de tragédie, dans laquelle Thomaïs progresse vers la sainteté malgré les obstacles qui se dressent sur son chemin.

### DansLa description anonyme de Constantinople
Le témoignage d'un pèlerin russe anonyme, au quatorzième siècle, fait mention du monastère de Ta Mikra Romaiou et y confirme la présente d'une tombe portant le nom de Sainte Thomaïs. Il semble toutefois la confondre avec Thomaïs d'Alexandrie, puisque c'est à la biographie de cette dernière qu'il fait référence : il raconte que la sainte est décédée à la suite d'une agression violente par le père de son mari, un pêcheur parti en mer, et lui attribue le pouvoir de calmer les passions charnelles.   
La localisation du monastère de Ta Mikra Romaiou nous est aujourd'hui inconnue, mais il devait se situer au Sud-Ouest de Constantinople. C'est là que se retire Kale, la mère de Thomaïs, à la suite de la mort de Michel.   

## Construction de la sainteté
Thomaïs représente un cas rare en ce qu’elle a atteint le statut de sainte sans avoir intégré une institution religieuse et sans vivre dans l’ascétisme. L’auteur de la vita anonyme insiste par conséquent sur des notions associées à la sainteté : la piété et la résilience face à l’adversité, incarnée en la personne de Stéphane. Les saints laïcs de l’hagiographie byzantine sont rares, mais pas inexistants. Ils sont généralement définis par la piété et le don. Thomaïs rejoint dans ces deux aspects le cas de Marie la Jeune, une autre femme sainte faisant preuve d’une grande générosité et victime de mauvais traitements qui mèneront à sa mort de la part de son mari, qui la croit coupable de diffamation et d’adultère. On peut également mentionner Saint Philateros, un homme qui partage ses richesses avec joie malgré les réprimandes de sa femme. En tant qu'homme et chef de sa maisonnée, il ne s’expose toutefois à aucun châtiment plus terrible que des railleries, une différence notable entre les saints laïques et leurs homologues féminines.
Les trois saints sont caractérisés par le don, mais Thomaïs et Marie la Jeune y ajoutent une grande douleur physique aux mains de leur mari respectif. C’est aussi ce qui distingue Thomaïs de sa mère, elle aussi très pieuse sans pour autant être sanctifiée. L’endurance face à la souffrance de la violence conjugale pourrait constituer un mérite de plus pour ces personnages dans l’esprit des hagiographes. Il a d’ailleurs été suggéré qu’elle puisse qualifier un personnage pour le rang de saint en raison de sa représentation dans les hagiographies féminines laïques. En insistant sur la volonté de la sainte de rester célibataire, les récits changent le mariage en épreuve à surmonter.
Dans le cas de Thomaïs, le comportement violent de son mari fait d’elle une martyr aux yeux de l’hagiographe anonyme, en plus de constituer un obstacle à ses activités charitables, donc à sa pratique de la chrétienté.